# Даманте, Сьюзан
Сью́зан Джин Даманте́ (англ. Susan Jean Damante; 17 июня 1950, Пало-Алто, Калифорния, США) — американская актриса

, фотомодель и фитнес-тренер.

## Биография
Сьюзан Джин Даманте родилась 17 июня 1950 года в Пало-Алто (штат Калифорния, США) в семье Винсента и Марджори Даманте. Младшая сестра Сьюзан, Вики Даманте, была популярной моделью в 1980-х годах, а также появилась в выпуске журнала «Playboy» 1987 года. Её дедушка и бабушка по отцовской линии были из Калабрии и Неаполя, Италия, а дедушка и бабушка по материнской линии имели шведские и ирландские корни. Окончила Woodside High School и Cañada College. После окончания колледжа, она стала моделью, заняла второе место на конкурсе красоты «Мисс Калифорния» и представляла штат на конкурсе «Мисс Америка».
В 1972—2013 годы Сьюзан сыграла в 30-ти фильмах и телесериалах. С 1985 года работает фитнес-тренером.
В 1974—2004 годы Сьюзан была замужем за Ларри Шоу. У бывших супругов есть две дочери — Винесса Элизабет Шоу (род. 19.04.1976) и Натали Андерсон Шоу (род. 17.06.1980), обе стали актрисами. Тётя актрисы Джиаванны Уитед (род. 1995). 18 лет страдала болезнью Крона до вступления в ремиссию 11 июня 1992 года.